# 德拉沃福克

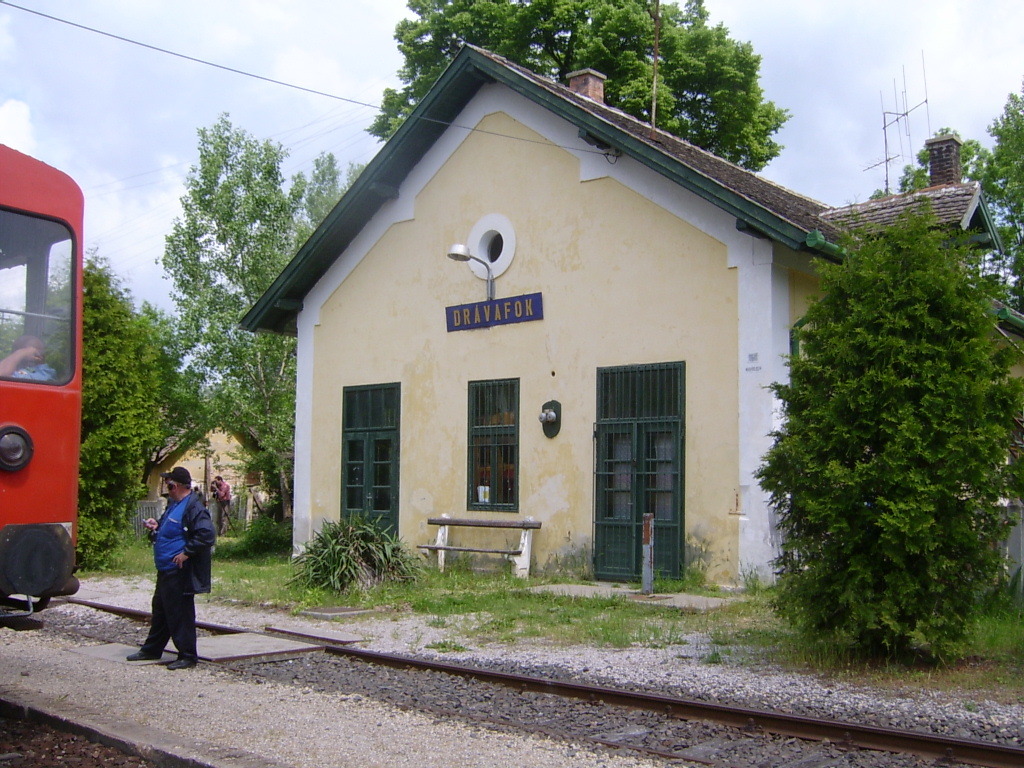
champion image

德拉沃福克，是匈牙利巴兰尼亚州所辖的一个村。总面积23.90平方公里，总人口508，人口密度21.3人/平方公里（2011年1月1日）。